# Halageri, Badami
Halageri là một làng thuộc tehsil Badami, huyện Bagalkot, bang Karnataka, Ấn Độ.